# بادي دوفي (سياسي)
بادي دوفي (بالإنجليزية: Paddy Duffy)‏ هو سياسي بريطاني، ولد في 1934، وتوفي في 1996. في الانتخابات البرلمانية في أيرلندا الشمالية 1973 ‏، انتخب عضو برلمان أيرلندا الشمالية 1973-1974 وقد انضم خلال فترته النيابية ‏  للكتلة البرلمانية الحزب الاشتراكي العمالي.